# Senju-in
 (août 2016).
Le temple Senju (千手院, Senju-in) est un temple bouddhique du Japon, situé au nord-est du château de Matsue. Sa localisation au sommet d'une colline est censée protéger le château des mauvais augures provenant du nord-est (鬼門, kimon).
Construit tout près de la rue Shiomi Nawate, il offre un point de vue sur la ville de Matsue et son château. Il comprend dans son enceinte de nombreux cerisiers dont un âgé de plus de 200 ans et classé monument naturel par la ville.

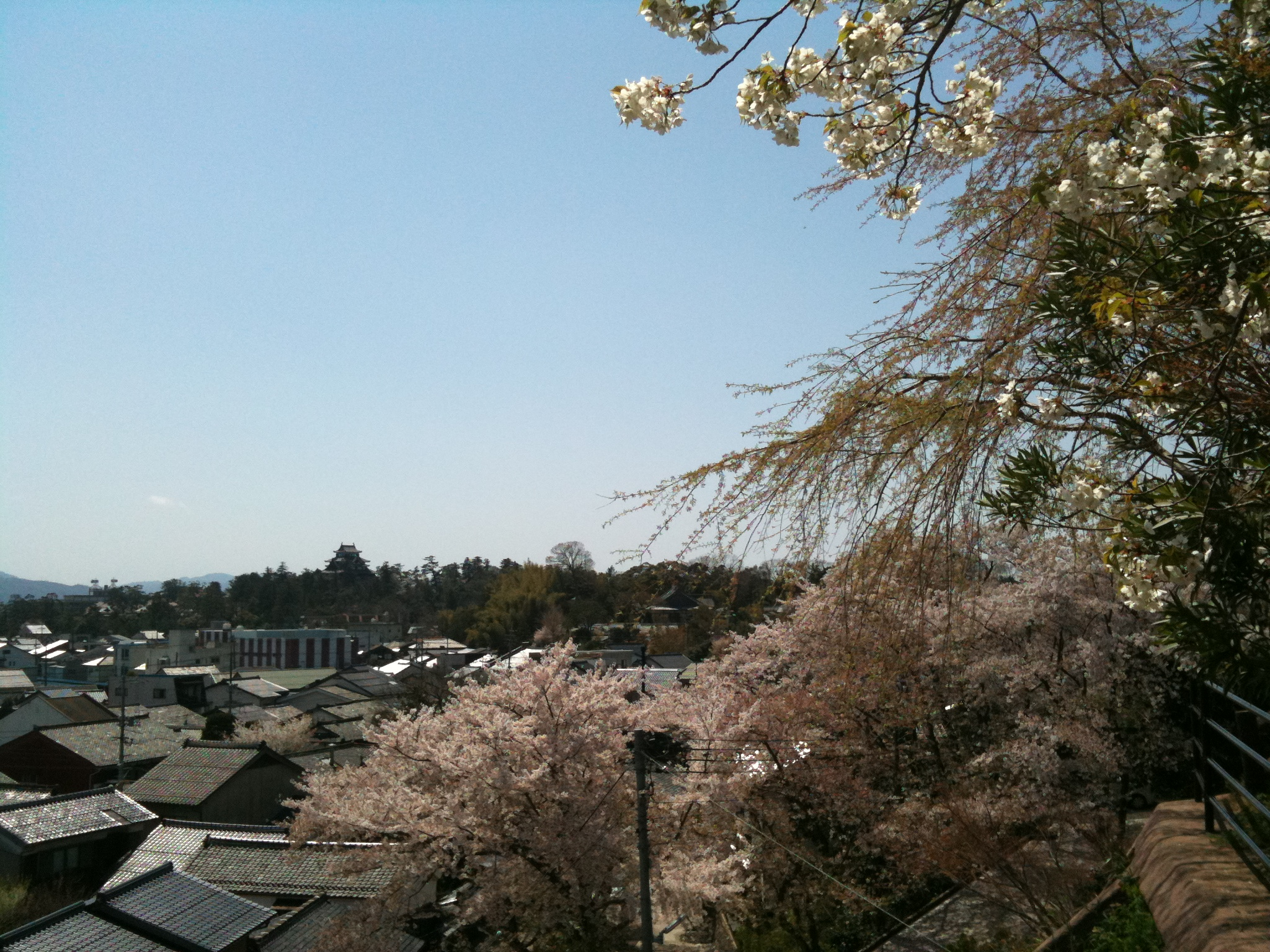
Vue sur le château de Matsue depuis la terrasse du temple.

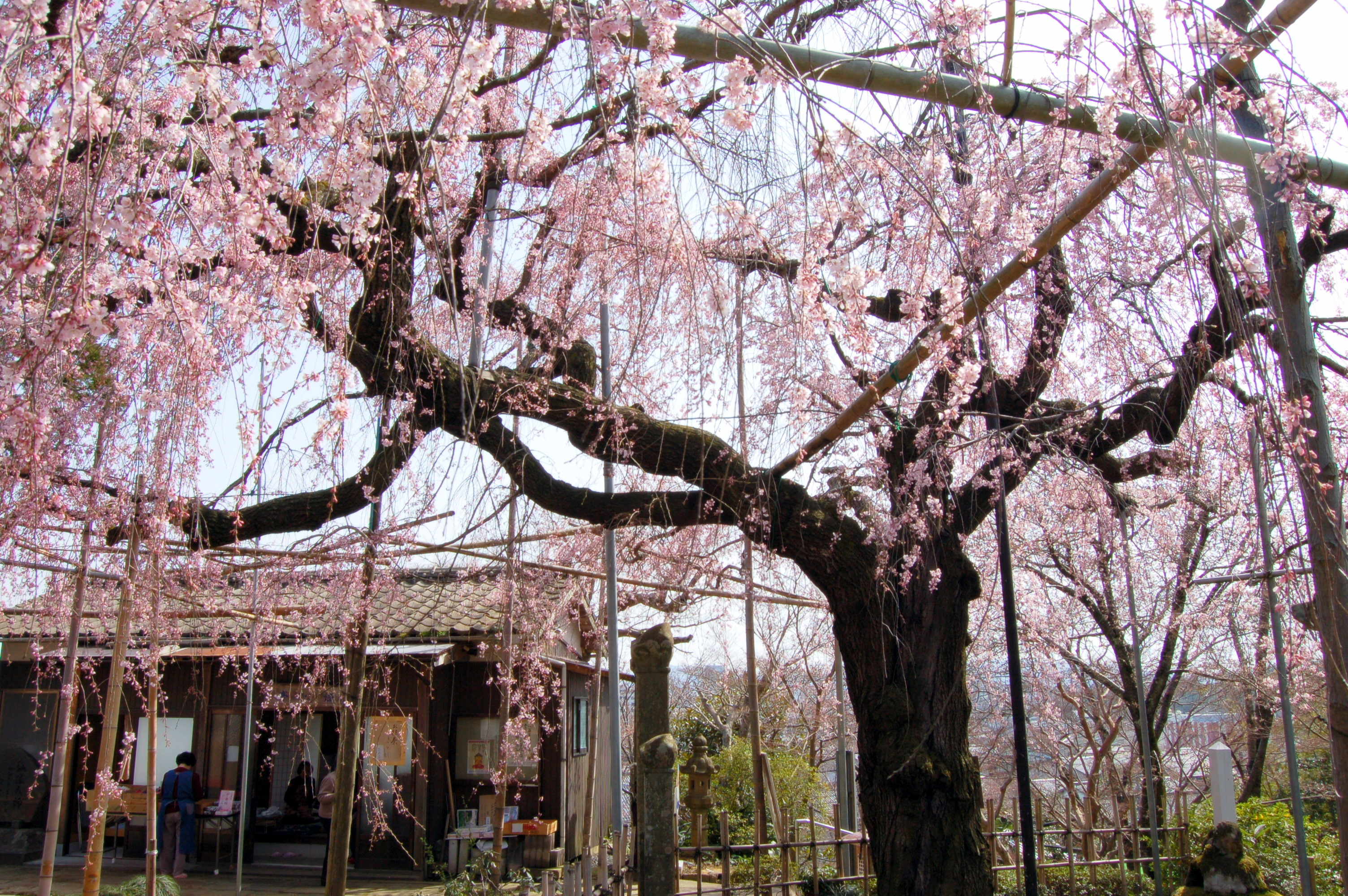
Le monumental cerisier du temple Senju-in.